# Ecozona
Una ecozona o reino biogeográfico es la región biogeográfica a mayor escala de la superficie de la Tierra basada en los patrones de distribución de las plantas y los animales. Esta división refleja los patrones de similitud biológica a escala global.
Las ecozonas representan grandes extensiones de la superficie terrestre donde las plantas y los animales se desarrollaron en relativo aislamiento durante largos períodos y estuvieron separados unos de otros físicamente por elementos geográficos tales como océanos, desiertos o cordilleras, que formaron barreras a la migración de plantas y animales. La denominación de las ecozonas puede variar en función del objeto de investigación: cuando los zoólogos estudian la fauna hablan de regiones zoogeográficas, mientras que los botánicos establecen reinos florales para las plantas. 

## Generalidades
Las ecozonas se caracterizan por la historia evolutiva de las plantas y los animales que contienen. Como tales, son distintas de los biomas, también conocidos como los principales tipos de hábitat, que son divisiones de la superficie de la tierra realizadas sobre la base de la forma de vida, o la adaptación, de las plantas y los animales a las condiciones climáticas, el suelo, y otras condiciones. Los biomas similares se caracterizan por la vegetación clímax. Cada ecozona puede incluir un número de diferentes biomas. Un bosque tropical húmedo de Centroamérica, por ejemplo, puede ser similar a uno en Nueva Guinea en su estructura y tipo de vegetación, clima, suelos, etc., pero estos bosques están habitados por plantas y animales con diferentes historias evolutivas. 
Los patrones de distribución de las plantas y animales en las ecozonas del mundo se formaron por el proceso de la tectónica de placas, que ha redistribuido las masas de la superficie de la Tierra según la historia geológica. Ya que la regionalización de la biota se produce incluso a escalas geográficas muy pequeñas, el resultado de su estudio es la división de la Tierra en divisiones o categorías biogeográficas jerarquizadas que reflejan los patrones de similitud faunística y florística. Las categorías más usadas son, de mayor a menor área: reino, región, subregión, provincia y distrito. Según disminuye el tamaño de una división biogeográfica aumenta su semejanza interna, pero disminuyen las diferencias con las divisiones adyacentes de igual categoría. Por ello, la discriminación entre divisiones pequeñas se basa en especies y subespecies, mientras que las grandes divisiones utilizan familias de mamíferos).
El término ecozona, tal como se utiliza aquí, es un desarrollo relativamente reciente, y otros términos, incluyendo reino, dominio y región, son utilizados por otras autoridades para denotar el mismo significado. En algunas obras antiguas se utiliza el término de continente, lo que lleva a la confusión con los continentes geográfico/geológicos. J. Schultz utiliza el término "ecozona" para referirse a su sistema de clasificación de biomas.
Este sistema de clasificación biogeográfico y ecológico de las tierras emergidas fue propuesto por Miklos Udvardy en 1975, basado en las clasificaciones previas de Sclater y Wallace, con el propósito de ayudar en la conservación del medio ambiente. El sistema de ecozonas más utilizado en la actualidad es el desarrollado por el WWF. Se discute si los biomas son más adecuados para esta finalidad.

## La clasificación de Wallace

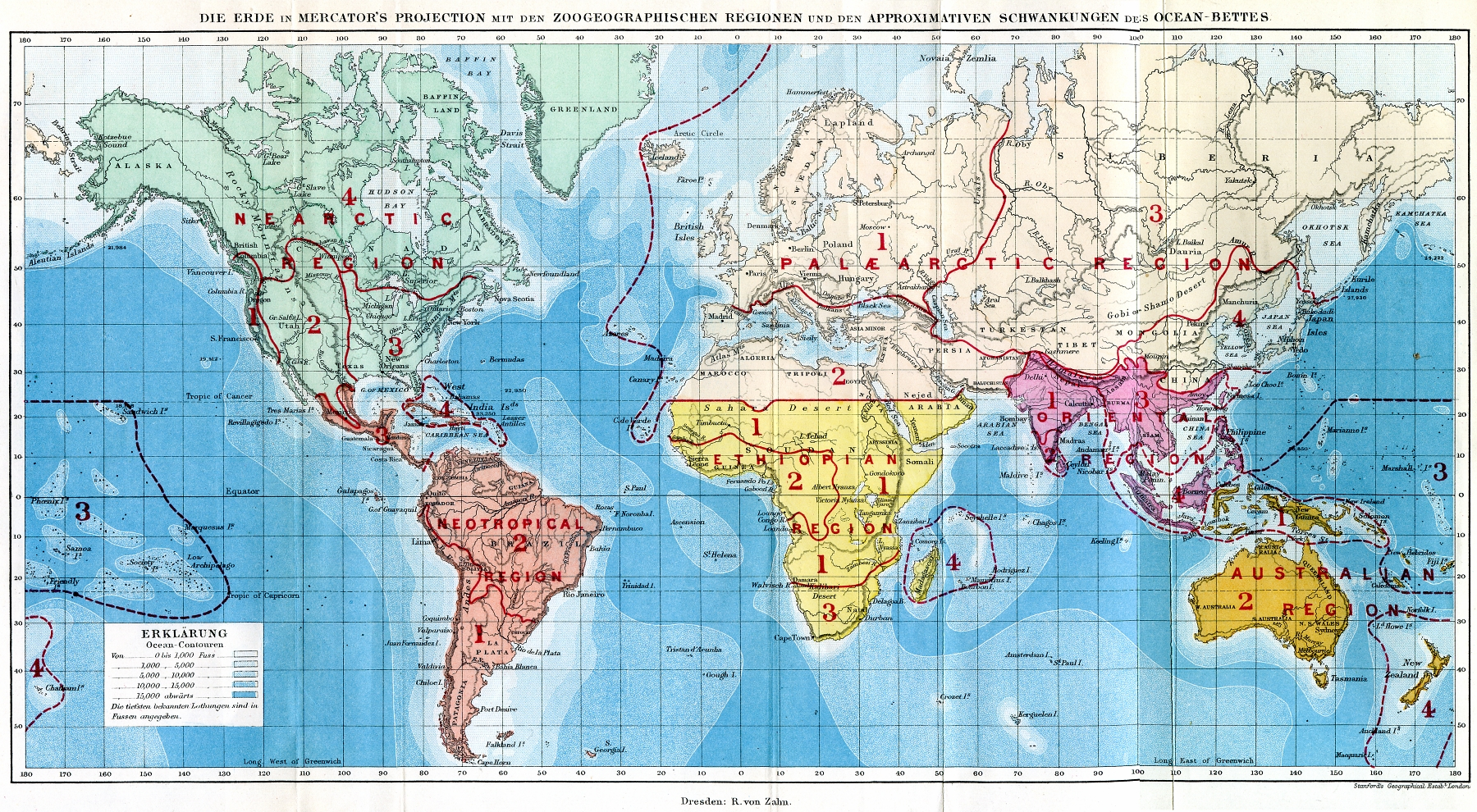
Un mapa del mundo de la obra "The Geographical Distribution of Animals" que muestra las seis regiones biogeográficas de Wallace.

En 1872, el inglés Alfred Russel Wallace (1823–1913), ya un reputado zoógrafo, naturalista, explorador, geógrafo, antropólogo y biólogo —a instancias de muchos de sus amigos, incluidos Darwin, Philip Sclater y Alfred Newton— comenzó la investigación para una revisión general de la distribución geográfica de los animales. Fue incapaz de progresar al principio debido a que los sistemas de clasificación de muchos tipos de animales cambiaban frecuentemente. Wallace reanudó el trabajo en serio en 1874 después de la publicación de una serie de nuevas obras sobre la clasificación. Extendiendo el sistema de las aves desarrollado por Sclater —que dividió la Tierra en seis regiones geográficas separadas para describir la distribución de especies— para que abarcase mamíferos, reptiles e insectos, Wallace creó la base para las regiones zoogeográficas que siguen en uso hoy en día. Analizó todos los factores entonces conocidos que pudieran influir en la distribución geográfica existente y pasada de los animales en cada región geográfica, incluidos los efectos de la aparición y desaparición de los puentes de tierra (como el que actualmente conecta América del Norte y América del Sur) y también los efectos de los períodos de mayor glaciación. Proporcionó mapas que muestran esos factores, como la elevación de las montañas, las profundidades de los océanos y el carácter de la vegetación regional, que afectan a la distribución de los animales. También catalogó todas las familias y géneros conocidos de animales superiores y listó su distribución geográfica conocida. El texto se organizó de modo que fuese fácil para un viajero saber qué animales se encuentran en un lugar determinado. El resultado del trabajo fue publicado en dos volúmenes en 1876 con el título de The Geographical Distribution of Animals [La distribución geográfica de los animales], y serviría como el texto definitivo en la zoogeografía de los siguientes 80 años.
En 1880, Wallace publicó el libro, como una secuela de su anterior trabajo, Island Life [La vida en la isla] estudiando la distribución de las especies animales y vegetales en las islas. Wallace clasificó las islas en tres tipos diferentes: primero, las islas oceánicas, como las islas Galápagos y Hawái (entonces conocidas como las islas Sandwich) formadas a mitad de los océanos y que nunca habían formado parte de un gran continente. Esas islas se caracterizan por una falta total de mamíferos terrestres y anfibios, y sus habitantes (con la excepción de las aves migratorias y las especies introducidas por la actividad humana) son generalmente el resultado accidental de la colonización y posterior evolución. Dividió las islas restantes, a las que llamó continentales, en dos clases en función de su conexión a un continente más (como las islas británicas) o mucho menos recientemente (como Madagascar) y examinó la forma en que esta diferencia afectaba a la flora y la fauna. Habló acerca de cómo el aislamiento afecta la evolución y cómo esto puede dar lugar a la preservación de algunas clases de animales, como los lémures de Madagascar, que son los remanentes de una fauna continental en una época muy extendida. Estudió en detalle cómo los cambios de clima, en particular los períodos de mayor glaciación, pueden haber afectado a la distribución de la flora y la fauna en algunas islas, y en la primera parte del libro se analizan las posibles causas de esas grandes edades de hielo. Island Life fue considerado un trabajo muy importante en el momento de su publicación y fue discutido ampliamente en los círculos científicos, tanto en las revisiones publicadas, y en la correspondencia privada.
| Paleártica Neoártica Afrotropical Indomalaya | Neotropical Australiana Antártica |

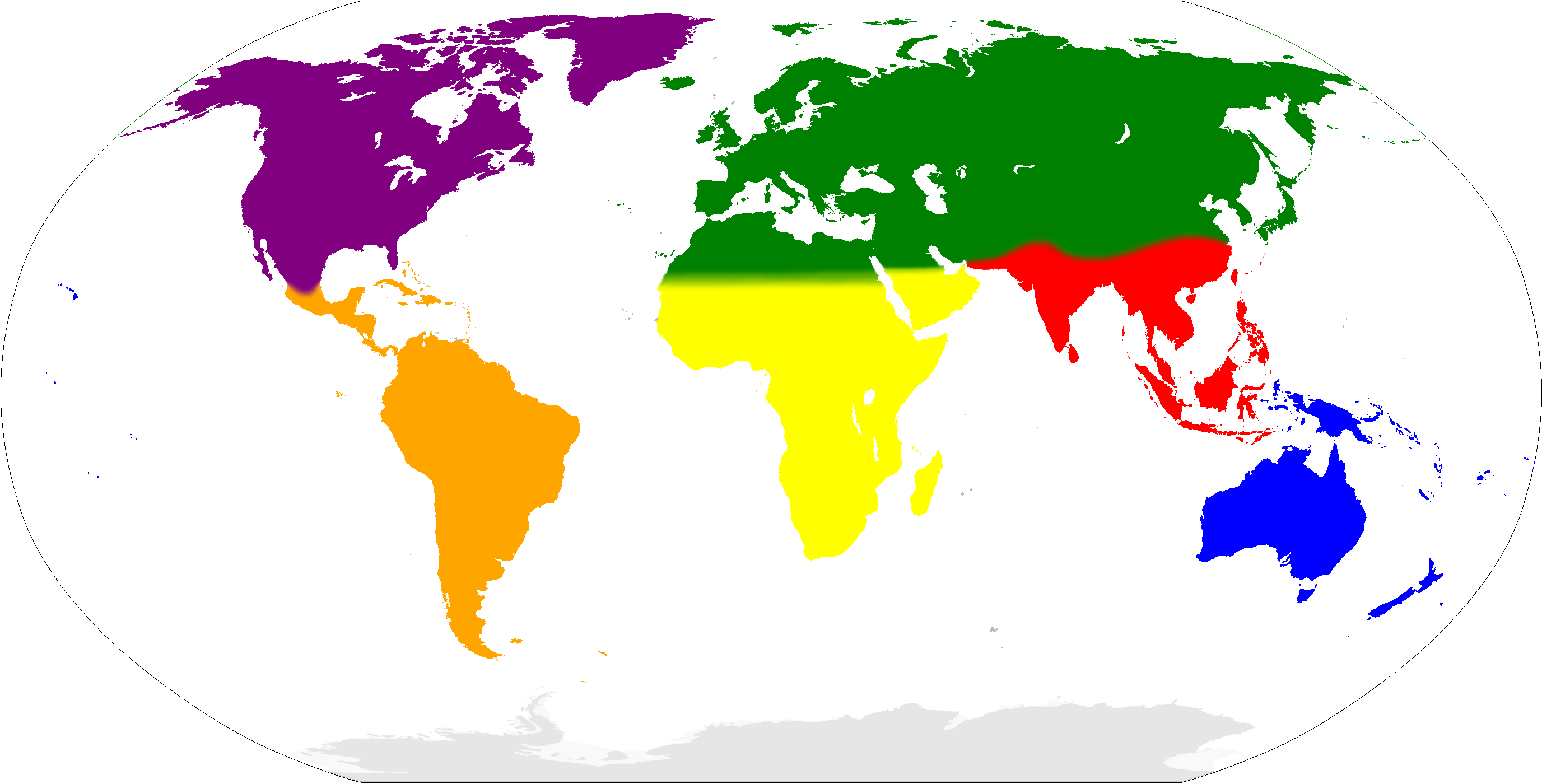
Regiones zoogeográficas:

La clasificación de Wallace permite la distinción de seis grandes regiones (que el simplemente llamó así, regiones, en realidad regiones zoogeográficas) separadas por barreras naturales:
- Complejo Paleotrópico
  - Región Afrotropical, con dos subregiones: África subsahariana y Madagascar
  - Región Indomalaya
- el complejo Australiano, subdividido en dos grandes regiones:
  - Australasia
  - Región Oceánica
- el complejo Holártico, formado por dos regiones:
  - Región Paleártica
  - Región Neártica
- Región Neotropical
- Región Antártica

## Los reinos biogeográficos del WWF
| Neártico Neotrópico Afrotrópico | Paleártico Australasia Indomalaya |

Ecozonas del mundo (la Antártida no se muestra):

Alfred Russel Wallace fue uno de los fundadores de la biogeografía y junto con Charles Darwin propuso la teoría de la evolución biológica a través de la selección natural. Wallace estudió y fijó los límites entre las regiones Oriental, Australiana y Oceánica, un área especialmente complicada. Las divisiones de categoría superior (p. ej., las regiones, la categoría más usada) son tan grandes (figura superior) que se identifican mejor por sus diferencias que por la homogeneidad de cada una. A esta escala, las fronteras biogeográficas o líneas de separación entre divisiones adyacentes constituyen la principal fuente de identificación, ya que al cruzar una frontera se produce un cambio muy brusco en la composición taxonómica; así, dos localidades muy alejadas pertenecientes a una misma región biogeográfica (p. ej., el Paleártico) guardarán entre sí mayor parecido taxonómico que dos localidades muy próximas pero pertenecientes a regiones distintas (p. ej., la Paleártica y la Oriental).
Un equipo de biólogos convocado por el Fondo Mundial para la Naturaleza (WWF) desarrolló el sistema de ocho reinos biogeográficos («biogeographic realms») (similares a las ecozonas) como parte de su proyecto de delimitar las ecorregiones de la Tierra (más de 800), basándose en los análisis de la biodiversidad regional realizados por el WWF, y que les permitieron realizar la lista Global 200, el conjunto de ecorregiones prioritarias para su conservación.
Estos reinos biogeográficos o ecozonas se basan en gran medida también en los reinos biogeográficos («biogeographic realms») de Pielou (1979) y Udvardy (1975) (que, por su parte, los dividió en 203 provincias biogeográficas («regiones florales» y «provincias faunales»). El esquema del WWF es más o menos similar al sistema de Udvardy, siendo la principal diferencia el trazado de la ecozona Australasia en relación con las ecozonas Antártida, Oceánica e Indomalaya. En el sistema del WWF, la ecozona Australasia incluye a Australia, Tasmania, las islas de Wallacea, Nueva Guinea, las islas de Melanesia Oriental, Nueva Caledonia y Nueva Zelanda. El reino de Australia de Udvardy sólo incluye Australia y Tasmania y sitúa Wallacea en el reino Indomalaya; Nueva Guinea, Nueva Caledonia y Melanesia Oriental en el reino Oceánico y Nueva Zelanda en el reino Antártico. 
La clasificación del WWF se usa también en el marco de los sitios declarados Patrimonio de la Humanidad.
| Reino biogeográfico       | Superficie (km²) | Localización |
| Paleártico                | 54 100 000       | Europa, gran parte de Asia y el norte de África                                                                  |
| Neártico                  | 22 900 000       | Gran parte de Norteamérica                                                                                       |
| Afrotropical o etiópica   | 22 100 000       | África subsahariana y el extremo sur de Arabia                                                                   |
| Neotropical               | 19 000 000       | Sudamérica, Centroamérica, las Antillas y el sur de Norteamérica                                                 |
| Australasia o Australiano | 7 700 000        | Australia, Nueva Guinea, Nueva Zelanda y otras islas del Sudeste asiático situadas al sur de la línea de Wallace |
| Hindomalaya u Oriental    | 7 500 000        | Sureste de Asia                                                                                                  |
| Antártico                 | 300 000          | Antártida |
| Oceánico                  | 1 000 000        | Islas del Pacífico sur                                                                                           |

### Biorregiones
El WWF divide aún más el esquema de ecozonas en 867 biorregiones, que se definen como un área extensa de tierra o agua que contiene un conjunto geográficamente distintivo de comunidades naturales que comparten la gran mayoría de sus especies y dinámicas ecológicas, comparten condiciones medioambientales similares e interactúan ecológicamante de manera determinante para su subsistencia a largo plazo.

## Agrupaciones de ecozonas
El agrupamiento máximo de las ecozonas en reinos faunísticos permite la distinción de las grandes áreas biogeográficas resultado de la evolución geológica de los continentes. Han sido definidos tres reinos faunísticos:
- Arctogea o Megagea, que agrupa toda Eurasia, África y Norteamérica. Se divide en las regiones Paleártica, Neártica, Etiópica y Oriental (denominadas más arriba como reinos biogeográficos).
- Neogea, ocupando el resto de América.
- Notogea, formada por Australia, Tasmania, Nueva Guinea y parte de las islas de Indonesia.[7]